# Saint-Louis (Alto Reno)
Saint-Louis (Sankt Ludwig in tedesco, dal 1793 al 1815 Bourg-Libre,Sä-Louis in alsaziano) è un comune francese di 22 835 abitanti situato nel dipartimento dell'Alto Reno nella regione del Grand Est, sulla frontiera con Basilea (Svizzera) con la quale confina,e Weil am Rhein (Germania).

## Società

### Evoluzione demografica
Abitanti censiti